# Liste des maires de Palerme
Liste chronologique des maires de Palerme et des autres personnalités équivalentes qui se sont succédé au cours de l'histoire.

## Historique
Depuis 1861, Palerme a été dirigé par 50 maires (sindaco), 7 pro-maires et maires suppléants (prosindaco), 19 commissaires extraordinaires et quatre podestats durant le régime fasciste. 
Essentiellement élus parmi les anciens aristocrates durant les premières décennies, ils sont progressivement choisis au sein de la bourgeoisie à partir de la fin du XIXe siècle. Trois anciens recteurs de l'Université de Palerme sont devenus maires : le sénateur Emanuele Paternò, Gioacchino Scaduto et Roberto Lagalla.
Le plus jeune maire a été Antonio Starrabba di Rudinì, élu à 24 ans, suivi par Salvo Lima, élu à 30 ans, et Leoluca Orlando, élu à 38 ans. Ce dernier détient le record d'élections (4) et de longévité (22 ans), tandis que Giovanni Lapi n'a été maire que 16 jours, en 1978. Deux sont morts durant leur mandat, Mariano Stabile et  Luciano Maugeri, trois ont été tués après leur mandat par la mafia : Emanuele Notarbartolo, Giuseppe Insalaco et Salvo Lima. Trois maires ont été incarcérés : Vito Ciancimino, condamné à 8 ans de prison, pour association mafieuse et corruption, Giuseppe Insalaco soupçonné de pots-de-vin dans une fonction antérieure, et Salvatore Mantione, pour corruption.
Deux d'entre eux ont eux des fonctions ministérielles de premier ordre : Di Rudinì et Francesco Paolo Perez, le seul ancien maire qui repose à San Domenico. Elda Pucci est la seule femme à avoir administré la ville.

## Royaume d'Italie (1861-1946)
| Nom (Naissance–Mort) | Nom (Naissance–Mort)                       | Période                        | Fonction          | Parti politique | Parti politique   |
| -------------------- | ------------------------------------------ | ------------------------------ | ----------------- | --------------- | ----------------- |
|                      | Giulio Benso della Verdura (1816-1904)     | avril 1861-juillet 1861        | Commissaire       |                 | Gauche historique |
|                      | Salesio Balsano (1819-1894)                | juillet 1861-août 1862         | Maire             |                 | Modéré            |
|                      | Mariano Stabile (1806-1863)                | août 1862-juillet 1863         | Maire             |                 | Modéré            |
|                      | Antonio di Rudinì (1839-1908)              | août 1863-avril 1866           | Maire             |                 | Modéré            |
|                      | Salesio Balsano (1819-1894)                | avril 1866-octobre 1868        | Maire             |                 | Modéré            |
|                      | Domenico Peranni (1803-1875)               | octobre 1868-septembre 1873    | Maire             |                 | Régionaliste      |
|                      | Emanuele Notarbartolo                      | septembre 1873-septembre 1876  | Maire             |                 | Modéré            |
|                      | Francesco Paolo Perez (1812-1892)          | septembre 1876-novembre 1878   | Maire             |                 | Régionaliste      |
|                      | Giovanni Raffaele                          | novembre 1878-septembre 1880   | Maire             |                 | Régionaliste      |
|                      | Nicolò Turrisi Colonna                     | décembre 1880-janvier 1882     | Maire             |                 | Droite            |
|                      | Pietro Ugo delle Favare                    | février 1882-janvier 1885      | Maire             |                 | Gauche historique |
|                      | Salvatore Romano Lo Faso                   | janvier-juin 1885              | Maire par intérim |                 | Gauche historique |
|                      | Giuseppe La Farina                         | juin-juillet 1885              | Maire par intérim |                 |                   |
|                      | Fortunato Vergara di Craco                 | juillet-novembre 1885          | Maire par intérim |                 | Gauche historique |
|                      | Giulio Benso Sammartino, duc della Verdura | novembre 1885-octobre 1886     | Maire             |                 | Gauche historique |
|                      | Nicolò Turrisi Colonna                     | novembre 1886-octobre 1887     | Maire             |                 | Droite            |
|                      | Giulio Benso Sammartino, duc della Verdura | octobre 1887-avril 1890        | Maire             |                 | Gauche historique |
|                      | Emanuele Paternò                           | mai 1890-janvier 1892          | Maire             |                 |                   |
|                      | Pietro Ugo delle Favare (1827-1898)        | janvier 1892-décembre 1893     | Maire             |                 | Gauche historique |
|                      | Eugenio Oliveri (1842-1925)                | décembre 1893-juillet 1895     | Maire             |                 |                   |
|                      | Pietro Ugo delle Favare (1827-1898)        | juillet 1895-août 1896         | Maire             |                 | Gauche historique |
|                      | Eugenio Oliveri (1842-1925)                | septembre -novembre 1896       | Maire             |                 |                   |
|                      | Angelo Pantaleone                          | novembre 1896-mai 1897         | Commissaire       |                 |                   |
|                      | Michele Amato Pojero                       | mai 1897-novembre 1898         | Maire             |                 |                   |
|                      | Eugenio Oliveri (1842-1925)                | novembre 1898-janvier 1900     | Maire             |                 |                   |
|                      | Mario Rebucci                              | janvier-septembre 1900         | Commissaire       |                 |                   |
|                      | Paolo Beccadelli di Bologna                | septembre 1900-mai 1901        | Maire             |                 | Centre droit      |
|                      | Giuseppe Tasca Lanza                       | 2 juin-28 décembre 1901        | Maire             |                 | Démocrate         |
|                      | Pietro Veyrat                              | janvier-avril 1902             | Commissaire       |                 |                   |
|                      | Giuseppe Tasca Lanza                       | 18 avril 1902-25 décembre 1903 | Maire             |                 | Démocrate         |
|                      | Pietro Bonanno                             | janvier 1904-février 1905      | Pro-sindaco       |                 | Démocrate         |
|                      | Girolamo Di Martino                        | février 1905-mars 1906         | Maire             |                 | Démocrate         |
|                      | Giuseppe Tasca Lanza                       | 14 mars 1906-10 juillet 1907   | Maire             |                 | Démocrate         |
|                      | Francesco Paolo Tesauro                    | août 1907-juillet 1908         | Maire             |                 | Démocrate         |
|                      | Gennauro Bladier                           | août 1908-juin 1909            | commissaire       |                 |                   |
|                      | Romualdo Trigona di Sant'Elia              | juin 1909-juin 1910            | Maire             |                 |                   |
|                      | Francesco Moncada Grispo                   | juin-août 1910                 | commissaire       |                 |                   |
|                      | Francesco Gay                              | août 1910-février 1911         | commissaire       |                 |                   |
|                      | Girolamo Di Martino                        | février 1911-août 1914         | Maire             |                 |                   |
|                      | Vincenzo Di Salvo                          | août 1914-octobre 1914         | Maire             |                 |                   |
|                      | Salvatore Tagliavia                        | octobre 1914-mai 1920          | Maire             |                 |                   |
|                      | Giuseppe Lanza di Scalea                   | mai 1920-mai 1924              | Maire             |                 |                   |
|                      | Gennaro Di Donato                          | mai 1924-avril 1925            | Commissaire       |                 |                   |
|                      | Domenico Delli Santi                       | avril-août 1925                | Commissaire       |                 |                   |
|                      | Salvatore Di Marzo                         | août 1925-décembre 1926        | Maire             |                 | PNF               |
|                      | Salvatore Di Marzo                         | décembre 1926-septembre 1929   | Podestat          |                 | PNF               |
|                      | Michele Spadafora                          | septembre 1929-octobre 1933    | Podestat          |                 | PNF               |
|                      | Giuseppe Borrelli                          | octobre 1933-novembre 1934     | Commissaire       |                 | PNF               |
|                      | Giuseppe Noto                              | novembre 1934-juillet 1939     | Podestat          |                 | PNF               |
|                      | Francesco Sofia                            | juillet 1939-juillet 1943      | Podestat          |                 | PNF               |
|                      | Alberto Monroy                             | juillet 1943                   | Commissaire       |                 | Militaire         |
|                      | Charles Poletti                            | juillet-septembre 1943         | Commissaire       |                 | Militaire         |
|                      | Lucio Tasca Bordonaro                      | septembre 1943-août 1944       | Maire             |                 | MIS               |
|                      | Enrico Merlo                               | août-novembre 1944             | Commissaire       |                 |                   |
|                      | Rocco Gullo                                | novembre 1944-novembre 1946    | Maire             |                 | PSI               |

## République italienne (depuis 1946)
| Maires élus par le Conseil communal (1946-1993) | Maires élus par le Conseil communal (1946-1993)  | Maires élus par le Conseil communal (1946-1993) | Maires élus par le Conseil communal (1946-1993) | Maires élus par le Conseil communal (1946-1993) | Maires élus par le Conseil communal (1946-1993) | Maires élus par le Conseil communal (1946-1993) | Maires élus par le Conseil communal (1946-1993) | Maires élus par le Conseil communal (1946-1993) |
| Nom                                             | Nom                                              | Parti                                           | Parti                                           | Parti                                           | Parti                                           | Mandat                                          | Mandat                                          | Scrutin                                         |
| Nom                                             | Nom                                              | Parti                                           | Parti                                           | Parti                                           | Parti                                           | Début                                           | Fin                                             | Scrutin                                         |
| ----------------------------------------------- | ------------------------------------------------ | ----------------------------------------------- | ----------------------------------------------- | ----------------------------------------------- | ----------------------------------------------- | ----------------------------------------------- | ----------------------------------------------- | ----------------------------------------------- |
|                                                 | Gennaro Patricolo                                |                                                 | Fronte dell'Uomo Qualunque                      | Fronte dell'Uomo Qualunque                      | Fronte dell'Uomo Qualunque                      | 27 novembre 1946                                | 8 mars 1948                                     | Élections de 1946                               |
|                                                 | Guido Avolio                                     |                                                 | Fronte dell'Uomo Qualunque                      | Fronte dell'Uomo Qualunque                      | Fronte dell'Uomo Qualunque                      | 9 mars 1948                                     | 9 novembre 1948                                 | Élections de 1946                               |
|                                                 | Gaspare Cusenza                                  |                                                 | Démocratie chrétienne                           | Démocratie chrétienne                           | Démocratie chrétienne                           | 10 novembre 1948                                | 31 mars 1951                                    | Élections de 1946                               |
|                                                 | Ernesto Pivetti (vice-maire, intérim)            |                                                 | Parti national monarchiste                      | Parti national monarchiste                      | Parti national monarchiste                      | 1er avril 1951                                  | 12 novembre 1951                                | Élections de 1946                               |
|                                                 | Guido Avolio                                     |                                                 | Parti national monarchiste                      | Parti national monarchiste                      | Parti national monarchiste                      | 13 novembre 1951                                | 1er janvier 1952                                | Élections de 1946                               |
|                                                 | Riccardo Vadalà (commissaire préfectoral)        | –                                               | –                                               | –                                               | –                                               | 2 janvier 1952                                  | 2 juillet 1952                                  | –                                               |
|                                                 | Gioacchino Scaduto                               |                                                 | Démocratie chrétienne                           | Démocratie chrétienne                           | Démocratie chrétienne                           | 3 juillet 1952                                  | 10 août 1955                                    | Élections de 1952                               |
|                                                 | Mario Leotta (commissaire préfectoral)           | –                                               | –                                               | –                                               | –                                               | 11 août 1955                                    | 5 décembre 1955                                 | Élections de 1952                               |
|                                                 | Gioacchino Scaduto                               |                                                 | Démocratie chrétienne                           | Démocratie chrétienne                           | Démocratie chrétienne                           | 6 décembre 1955                                 | 14 décembre 1955                                | Élections de 1952                               |
|                                                 | Giuseppe Salerno (commissaire préfectoral)       | –                                               | –                                               | –                                               | –                                               | 15 décembre 1955                                | 17 juin 1956                                    | Élections de 1952                               |
|                                                 | Luciano Maugeri                                  |                                                 | Démocratie chrétienne                           | Démocratie chrétienne                           | Démocratie chrétienne                           | 18 juin 1956                                    | 23 mai 1958                                     | Élections de 1956                               |
|                                                 | Salvo Lima (intérim)                             |                                                 | Démocratie chrétienne                           | Démocratie chrétienne                           | Démocratie chrétienne                           | 24 mai 1958                                     | 7 juin 1958                                     | Élections de 1956                               |
| Salvo Lima                                      | 7 juin 1958                                      | 6 novembre 1960                                 | Démocratie chrétienne                           | Démocratie chrétienne                           | Démocratie chrétienne                           |                                                 |                                                 | Élections de 1956                               |
| Salvo Lima                                      | 7 novembre 1960                                  | 23 janvier 1963                                 | Démocratie chrétienne                           | Démocratie chrétienne                           | Démocratie chrétienne                           | Élections de 1960                               |                                                 |                                                 |
|                                                 | Francesco Saverio Di Liberto                     |                                                 | Démocratie chrétienne                           | Démocratie chrétienne                           | Démocratie chrétienne                           | Élections de 1960                               | 24 janvier 1963                                 | 30 juin 1964                                    |
|                                                 | Paolo Bevilacqua                                 |                                                 | Démocratie chrétienne                           | Démocratie chrétienne                           | Démocratie chrétienne                           | Élections de 1960                               | 1 juillet 1964                                  | 27 janvier 1965                                 |
|                                                 | Salvo Lima                                       |                                                 | Démocratie chrétienne                           | Démocratie chrétienne                           | Démocratie chrétienne                           | 27 janvier 1965                                 | 9 juillet 1966                                  | Élections de 1964                               |
|                                                 | Paolo Bevilacqua                                 |                                                 | Démocratie chrétienne                           | Démocratie chrétienne                           | Démocratie chrétienne                           | 10 juillet 1966                                 | 23 octobre 1968                                 | Élections de 1964                               |
|                                                 | Francesco Spagnolo                               |                                                 | Démocratie chrétienne                           | Démocratie chrétienne                           | Démocratie chrétienne                           | 24 octobre 1968                                 | 25 novembre 1970                                | Élections de 1964                               |
|                                                 | Vito Ciancimino                                  |                                                 | Démocratie chrétienne                           | Démocratie chrétienne                           | Démocratie chrétienne                           | 25 novembre 1970                                | 27 avril 1971                                   | Élections de 1970                               |
|                                                 | Giacomo Marchello                                |                                                 | Démocratie chrétienne                           | Démocratie chrétienne                           | Démocratie chrétienne                           | 27 avril 1971                                   | 15 juin 1975                                    | Élections de 1970                               |
| 16 juin 1975                                    | Giacomo Marchello                                | 9 janvier 1976                                  | Démocratie chrétienne                           | Démocratie chrétienne                           | Démocratie chrétienne                           | Élections de 1975                               |                                                 |                                                 |
|                                                 | Carmelo Scoma                                    |                                                 | Démocratie chrétienne                           | Démocratie chrétienne                           | Démocratie chrétienne                           | Élections de 1975                               | 9 janvier 1976                                  | 28 octobre 1978                                 |
|                                                 | Giovanni Lapi                                    |                                                 | Démocratie chrétienne                           | Démocratie chrétienne                           | Démocratie chrétienne                           | Élections de 1975                               | 28 octobre 1978                                 | 13 novembre 1978                                |
|                                                 | Salvatore Mantione                               |                                                 | Démocratie chrétienne                           | Démocratie chrétienne                           | Démocratie chrétienne                           | Élections de 1975                               | 13 novembre 1978                                | 23 juillet 1980                                 |
|                                                 | Nello Martellucci                                |                                                 | Démocratie chrétienne                           | Démocratie chrétienne                           | Démocratie chrétienne                           | 23 juillet 1980                                 | 19 avril 1983                                   | Élections de 1980                               |
|                                                 | Elda Pucci                                       |                                                 | Démocratie chrétienne                           | Démocratie chrétienne                           | Démocratie chrétienne                           | 19 avril 1983                                   | 13 avril 1984                                   | Élections de 1980                               |
|                                                 | Giuseppe Insalaco                                |                                                 | Démocratie chrétienne                           | Démocratie chrétienne                           | Démocratie chrétienne                           | 13 avril 1984                                   | 6 août 1984                                     | Élections de 1980                               |
|                                                 | Stefano Camilleri                                |                                                 | Démocratie chrétienne                           | Démocratie chrétienne                           | Démocratie chrétienne                           | 8 août 1984                                     | 2 octobre 1984                                  | Élections de 1980                               |
|                                                 | Nello Martellucci                                |                                                 | Démocratie chrétienne                           | Démocratie chrétienne                           | Démocratie chrétienne                           | 2 octobre 1984                                  | 11 décembre 1984                                | Élections de 1980                               |
|                                                 | Nicolò Scialabba (commissaire préfectoral)       | –                                               | –                                               | –                                               | –                                               | 11 décembre 1984                                | 4 février 1985                                  | –                                               |
|                                                 | Gianfranco Vitocolonna (commissaire préfectoral) | –                                               | –                                               | –                                               | –                                               | 4 février 1985                                  | 15 juillet 1985                                 | –                                               |
|                                                 | Leoluca Orlando                                  |                                                 | Démocratie chrétienne                           | Démocratie chrétienne                           | Démocratie chrétienne                           | 16 juillet 1985                                 | 14 août 1990                                    | Élections de 1985                               |
|                                                 | Domenico Lo Vasco                                |                                                 | Démocratie chrétienne                           | Démocratie chrétienne                           | Démocratie chrétienne                           | 16 août 1990                                    | 28 juin 1992                                    | Élections de 1990                               |
|                                                 | Aldo Rizzo                                       |                                                 | Gauche indépendante                             | Gauche indépendante                             | Gauche indépendante                             | 29 juin 1992                                    | 3 décembre 1992                                 | Élections de 1990                               |
|                                                 | Manlio Orobello                                  |                                                 | Parti socialiste italien                        | Parti socialiste italien                        | Parti socialiste italien                        | 4 décembre 1992                                 | 18 avril 1993                                   | Élections de 1990                               |
|                                                 | Vittorio Piraneo (commissaire préfectoral)       | –                                               | –                                               | –                                               | –                                               | 19 avril 1993                                   | 2 décembre 1993                                 | –                                               |

| Maires désignés directement par les électeurs (depuis 1993) | Maires désignés directement par les électeurs (depuis 1993) | Maires désignés directement par les électeurs (depuis 1993) | Maires désignés directement par les électeurs (depuis 1993) | Maires désignés directement par les électeurs (depuis 1993) | Maires désignés directement par les électeurs (depuis 1993) | Maires désignés directement par les électeurs (depuis 1993) | Maires désignés directement par les électeurs (depuis 1993) | Maires désignés directement par les électeurs (depuis 1993) |
| Nom                                                         | Nom                                                         | Parti                                                       | Parti                                                       | Coalition                                                   | Coalition                                                   | Mandat                                                      | Mandat                                                      | Élection                                                    |
| Nom                                                         | Nom                                                         | Parti                                                       | Parti                                                       | Coalition                                                   | Coalition                                                   | Début                                                       | Fin                                                         | Élection                                                    |
| ----------------------------------------------------------- | ----------------------------------------------------------- | ----------------------------------------------------------- | ----------------------------------------------------------- | ----------------------------------------------------------- | ----------------------------------------------------------- | ----------------------------------------------------------- | ----------------------------------------------------------- | ----------------------------------------------------------- |
|                                                             | Leoluca Orlando                                             |                                                             | La Rete                                                     |                                                             | La Rete-PDS-FdV-CPU-PRC-L. civiche                          | 3 décembre 1993                                             | 5 décembre 1997                                             | 1993                                                        |
|                                                             | Leoluca Orlando                                             | La Rete-PDS-PPI-PRC-FdV-RI-L. civiche                       | La Rete                                                     | 6 décembre 1997                                             | 18 décembre 2000                                            | 1997                                                        |                                                             |                                                             |
|                                                             | Guglielmo Serio (Commissaire extraordinaire)                | –                                                           | –                                                           | –                                                           | –                                                           | 19 décembre 2000                                            | 4 décembre 2001                                             | –                                                           |
|                                                             | Diego Cammarata                                             |                                                             | Forza Italia (2001-2009)                                    |                                                             | FI-CCD-CDU-AN-NS-NPSI-BF-DE-L. civique                      | 5 décembre 2001                                             | 14 mai 2007                                                 | 2001                                                        |
|                                                             | Diego Cammarata                                             | FI/PdL-UDC-AN-MpA-PLI-NS-DCA-L. civique                     | Forza Italia (2001-2009)                                    | 15 mai 2007                                                 | 26 janvier 2012                                             | 2007                                                        |                                                             |                                                             |
|                                                             | Diego Cammarata                                             | FI/PdL-UDC-AN-MpA-PLI-NS-DCA-L. civique                     | Le Peuple de la liberté (2009-2012)                         | 15 mai 2007                                                 | 26 janvier 2012                                             | 2007                                                        |                                                             |                                                             |
|                                                             | Luisa Latella (commissaire extraordinaire)                  | –                                                           | –                                                           | –                                                           | –                                                           | 27 janvier 2012                                             | 22 mai 2012                                                 | –                                                           |
|                                                             | Leoluca Orlando                                             |                                                             | Italie des valeurs (2012)                                   |                                                             | IdV-FdS-FdV                                                 | 22 mai 2012                                                 | 22 juin 2017                                                | 2012                                                        |
|                                                             | Leoluca Orlando                                             | La Rete 2018 (2012-2018)                                    |                                                             |                                                             | IdV-FdS-FdV                                                 | 22 mai 2012                                                 | 22 juin 2017                                                | 2012                                                        |
|                                                             | Leoluca Orlando                                             | Democratici e Popolari,-Sinistra Comune-L. civiche          | 22 juin 2017                                                | 20 juin 2022                                                | 2017                                                        |                                                             |                                                             |                                                             |
|                                                             | Leoluca Orlando                                             | Democratici e Popolari,-Sinistra Comune-L. civiche          | 22 juin 2017                                                | 20 juin 2022                                                | 2017                                                        | Parti démocrate (depuis 2018)                               |                                                             |                                                             |
|                                                             | Roberto Lagalla                                             |                                                             | Union de centre                                             |                                                             | FI-FdI-IV-PSI-NDC-L'Italie d'abord                          | 20 juin 2022                                                | en cours                                                    | 2022                                                        |